# Numancia (Madrid)
Numancia es un barrio administrativo de la ciudad de Madrid, enclavado en el distrito de Puente de Vallecas.

## Historia y descripción

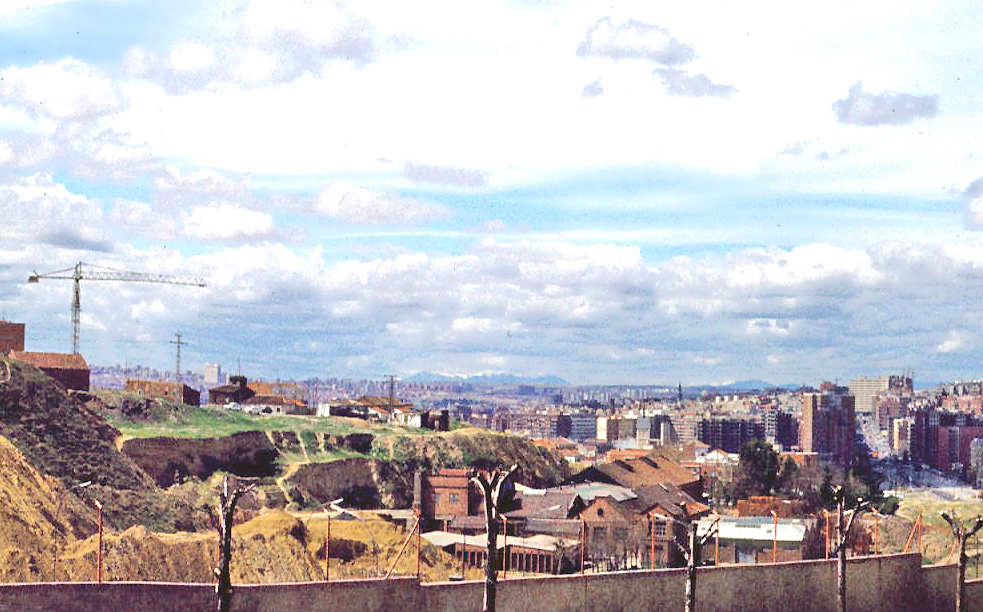
Ladrillera de Puig (desaparecida) en Doña Carlota (1976)

A partir de finales del siglo xix, tras la construcción de un puente sobre el arroyo Abroñigal —antaño una frontera natural de la ciudad por el sureste—, que permitió una mejor comunicación de la zona, surgieron colonias como las de Doña Carlota (arrabal erigido al norte del puente), Picazo (arrabal surgido en torno al puente) o Numancia; el último núcleo daría nombre en última instancia al barrio administrativo actual.

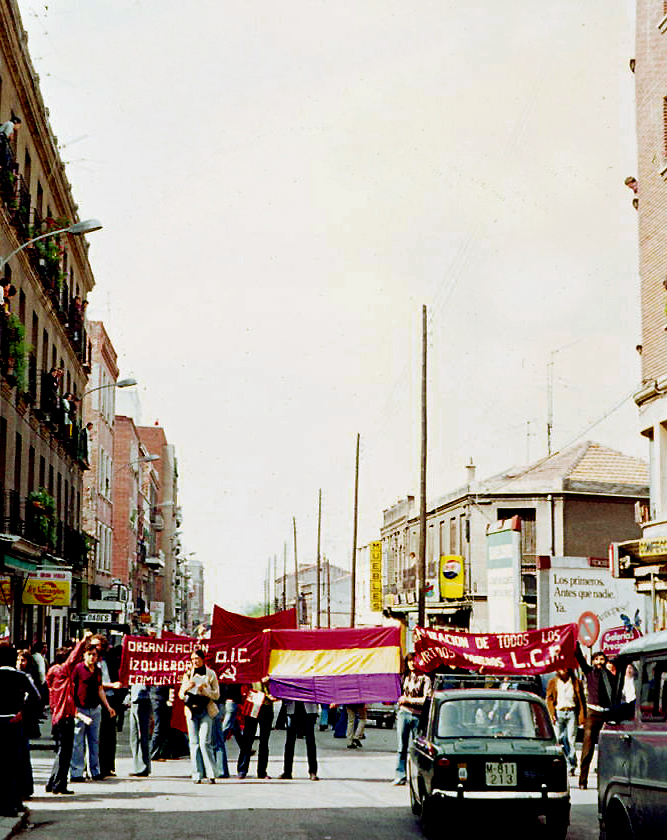
Manifestación en la calle de Peña Prieta el 1 de mayo de 1977

Numancia, uno de los seis barrios administrativos en los que está dividido el distrito de Puente de Vallecas, cuenta con una superficie de 184,91 hectáreas. En 2016 tenía una población de 45 941 habitantes.

## Transporte público

### Metro de Madrid
Las estaciones de Puente de Vallecas, Nueva Numancia, Portazgo y Buenos Aires de la línea 1 se sitúan en el extremo sur del barrio.

### Autobuses
Dentro de la red de la Empresa Municipal de Transportes de Madrid, las siguientes líneas prestan servicio al barrio:
| Línea | Terminales                               |
| ----- | ---------------------------------------- |
| 8     | Legazpi – Valdebernardo                  |
| 10    | Cibeles – Palomeras                      |
| 24    | Estación de Atocha – Estación de El Pozo |
| 37    | Cuatro Caminos – Puente de Vallecas      |
| 54    | Estación de Atocha – Congosto            |
| 56    | Diego de León – Puente de Vallecas       |
| 57    | Estación de Atocha – Alto del Arenal     |
| 58    | Puente de Vallecas – Santa Eugenia       |
| 63    | Felipe II – Santa Eugenia                |
| 111   | Puente de Vallecas – Entrevías           |
| 113   | Méndez Álvaro – Ciudad Lineal            |
| 136   | Pacífico – Madrid Sur                    |
| 141   | Estación de Atocha – Buenos Aires        |
| 143   | Manuel Becerra – Villa de Vallecas       |
| 145   | Conde de Casal – Ensanche de Vallecas    |
| 148   | Callao – Puente de Vallecas              |
| 310   | Pacífico – Estación de El Pozo           |
| E     | Conde de Casal – Sierra de Guadalupe     |
| N9    | Cibeles – Ensanche de Vallecas           |
| N10   | Cibeles – Palomeras                      |
| N25   | Alonso Martínez – Villa de Vallecas      |